# Sofie Lassen-Kahlke
Sofie Katrine Lassen-Kahlke (født 18. juli 1979 ) er en dansk autodidakt skuespiller og sanger, som har medvirket i flere danske film- og tv-produktioner, såsom julekalendrene Krummernes Jul (1996) og Brødrene Mortensens Jul (1998), Kærlighed ved første hik-franchisen (1999-2008) og tv-serien 2900 Happiness (2007-2008).
Lassen-Kahlke har desuden også sunget med på soundtracksene til julekalenderene, og hun sang med på Danmarks officielle slagsang "Danmarks Drenge" i forbindelse med VM i fodbold i 2002.

## Opvækst
Lassen-Kahlke blev født den 18. juli 1979 i København som datter af Niels Kahlke, advokat og Nina Lassen, jurist. Hun har også en yngre søster, Ditte Lassen-Kahlke. Hun voksede i sin tidlige barndom op i Blovstrød i Nordsjælland, hvor hun gik på Tranegårdskolen og siden hen på Hellerup Gymnasium. Lassen-Kahlke debuterede som skuespiller i 1993 som 14-årig, da hun medvirkede i Sven Methlings familiefilm Vildbassen, hvor hun spillede overfor Robert Hansen. Lassen-Kahlke gik på tidspunktet i folkeskole, og blev under en familietur til Møn opdaget af Regner Grasten, som var producer på filmen. Lassen-Kahlke spillede som barn meget golf.
To år senere, i 1996, medvirkede Lassen-Kahlke i TV 2s julekalender Krummernes Jul, hvor hun i rollen som den drilske nissepige og datter af julemanden, Stella, spillede overfor bl.a. Dick Kaysø, Karen-Lise Mynster, Waage Sandø og Stephanie León. Julekalenderen blev modtaget med positive anmeldelser og Lassen-Kahlke sang med på flere af sangene til julekalenderen. Året efter, i 1997, medvirkede hun i Hans Kristensens familiefilm Sunes familie. I 1998 medvirkede hun i endnu en julekalender, da hun optrådte i TV 2s Brødrene Mortensens Jul i rollen som den søde servitrice, Kaffe-Hanne. Julekalenderen blev modtaget med positive anmeldelser, og Lassen-Kahlke sang ligeledes med på flere af sangene til julekalenderens soundtrack, som fx. "Flødebolleræs" og "En Dag I December". I 1998, som 19-årig, begyndte Lassen-Kahlke ligeledes at studere jura på Københavns Universitet - et studie som hun bibeholdt under hele sin skuespilskarriere og endeligt færddigjorde i 2015, hvor hun afleverede sit speciale om medieret, hvilket også gjorde hende til cand.jur.

## Karriere
Lassen-Kahlkes helt store folkelige gennembrud kom i 1999, da hun medvirkede i Tomas Villum Jensens ungdomsfilm Kærlighed ved første hik, som var en filmatisering af Dennis Jürgensens ungdomsroman af samme navn. I filmen indtog Lassen-Kahlke den kvindelige hovedrolle som Anja Poulsen overfor Robert Hansen som spillede den mandlige hovedrolle som Viktor Knudsen. Inden optagelserne til filmen begyndte tog Lassen-Kahlke og Hansen på et tre måneder langt skuespilskursus ved Lee Strasberg Theatre Institute i Los Angeles, USA. Filmen blev hurtigt en anmelder- og publikumssucces, og en af mest sete danske film i biograferne det år med over 500.000 solgte billetter. Grundet denne succes udkom efterfølgeren Anja & Viktor blot to år efter, i 2001, hvor store dele af castet fra den første film atter medvirkede.
I 2002 blev Lassen-Kahlke inviteret til at medvirke på Søren Poppes sang "Danmarks Drenge", som skulle konkurrere om at blive Danmarks officielle slagsang i forbindelse med VM i fodbold i 2002 i Japan og Sydkorea. Sangen konkurrerede mod fire andre sange i Fodboldens Melodi Grand Prix, hvor den endte med at vinde med 36% af stemmerne. Samme år spillede Lassen-Kahlke også en mindre rolle i Hans Kristensens familiefilm Bertram og Co.
I 2003 medvirkede Lassen-Kahlke i Charlotte Sach Bostrups musicalfilm Askepop - the movie, hvor hun i hovedrollen som Mille, spillede over for bl.a. Karl Bille og Joachim Knop. Samme år udkom den tredje installation af Kærlighed ved første hik-serien, Anja efter Viktor, hvor Lassen-Kahlke atter spillede over for bl.a. Robert Hansen, Mira Wanting, Karl Bille, Sebastian Jessen og Zlatko Buric.
I 2004 medvirkede hun i Charlotte Sach Bostrups drama Familien Gregersen, og i 2005 medvirkede hun i to familiefilm; Bølle Bob og Smukke Sally og Far til fire - gi'r aldrig op! I 2006 medvirkede hun i den tyske familiekrimi-serie Da kommt Kalle, i kortfilmen Den røde taske og hun medvirkede i en enkelt afsnit af den danske sitcom Klovn, hvor hun spillede sig selv. Det efterfølgende år indtog Lassen-Kahlke atter rollen som Anja Poulsen overfor Robert Hansen i den fjerde film om Anja og Viktor i Anja og Viktor - Brændende kærlighed (2007). Samme år medvirkede hun også i Shaky González' direkte-til-DVD-gangsterfilm Pistoleros.
I 2008, knap ni år efter originalen, optrådte Lassen-Kahlke igen som Anja Poulsen i den femte og sidste installation af Kærlighed ved første hik-franchisen med Anja & Viktor - I medgang og modgang, hvor Robert Hansen, Mira Wanting, Joachim Knop, Karl Bille og Jonas Gülstorff alle indtog deres originale roller. Samme år medvirkede hun også i ungdomsfilmen Remix og i komedieserien Maj & Charlie.
I perioden 2007-2009 medvirkede Lassen-Kahlke i TV3s dramaserie 2900 Happiness i rollen som Maibritt 'Majse' von Bech overfor Jesper Lohman, Susanne Storm, Pelle Hvenegaard og Christiane Schaumburg-Müller. Serien modtog blandede anmeldelser og Lassen-Kahlke medvirkede i 116 episoder fordelt på tre sæsoner. I 2009 var Lassen-Kahlke også planlagt til at skulle medvirke i musicalen Stjernenat af Martin Loft, men grundet et for lavt billetsalg blev musicalen erklæret konkurs.
Lassen-Kahlke blev i 2010 en del af det komiske kvartet City Singler, hvor hun sammen med Vicki Berlin, Anne Louise Hassing og Trine Gadeberg optrådte med forestillingen City Singler - Sko, håb og kærlighed rundt om i landet. Forestillingen blev modtaget med positive anmeldelser og blev sammenlignet med en blanding af tv-serien Sex and the City og den danske komiske kvartet Ørkenens Sønner. Lassen-Kahlke medvirkede ligeledes i de to efterfølgende shows Frækkere i 2'eren (2012) og Trimmet i 3-kanten (2014). I 2010 medvirkede Lassen-Kahlke som en del af det faste hold bag tredje sæson af TV 2s sketch- og satireprogram, Live fra Bremen, hvor hun optrådte i flere roller.
I 2012 spillede Lassen-Kahlke med i Charlotte Madsens eventyriske actionfilm Kufferten og kortfilmen Sammen hver for sig i 2013 og i 2014 medvirkede hun i Carsten Rudolfs julefamiliefilm Familien Jul som Fru Knudsen og hun indtog samme rolle i efterfølgeren Familien Jul 2 - I nissernes land i 2016. I 2015 medvirkede hun i enkelte afsnit af DR Ultras tv-serie Backstage, hvor hun spillede over for Peter Frödin, Laura Christensen og Mia Lyhne.
Lassen-Kahlke medvirkede i 2017 i den 14. sæson af TV 2's underholdningsprogram Vild med Dans, hvor hun dansede med den professionelle danser Michael Olesen. Efter tolv ugers live-shows nåede parret frem til finalen, hvor de vandt. Samme år medvirkede hun også i et enkelt afsnit af den tyske krimiserie Nord Nord Mord.
I 2018 vendte Lassen-Kahlke tilbage til sin gennembrudsrolle, da Kærlighed ved første blik - The musical blev fremført i Tivolis Koncertsal. Hun spillede atter over for Robert Hansen, Joachim Knop og Karl Bille, og debutant Oliver Bjerrehuus. Musicalen modtog blandede anmeldelser. Samme år medvirkede hun også i Kasper Juhls thriller-drama Månebrand, og i enkelte afsnit af Jonatan Spangs  satireshow Tæt på sandheden. I maj 2019 debuterede hun som revy-skuespiller, da hun medvirkede i Odense Sommerrevyen.

## Privat
Lassen-Kahlke blev gift med Hans Poul Petersen den 25. august 2012 i Garnisons Kirke i København og er bosat i Hellerup. Parret havde været bekendte i flere år, da begges familie ofte tilbragte ferier på Fanø, før parret fandt sammen i 2011. Parret har sammen tre børn, Alfred (født januar 2011), Agnes (født maj 2014) og Liva (født september 2019).

## Filmografi

### Film
| År   | Titel                                       | Rolle                |
| ---- | ------------------------------------------- | -------------------- |
| 1994 | Vildbassen                                  | Anne-Johanne         |
| 1997 | Sunes familie                               | Anna                 |
| 1999 | Kærlighed ved første hik                    | Anja Poulsen         |
| 2001 | Anja og Viktor - Kærlighed ved første hik 2 | Anja Poulsen         |
| 2002 | Bertram og Co                               | Winnie               |
| 2002 | Askepop - the movie                         | Mille                |
| 2003 | Anja efter Viktor                           | Anja Poulsen         |
| 2004 | Familien Gregersen                          | Maj Gregersen        |
| 2005 | Bølle Bob og Smukke Sally                   | Linda Sand           |
| 2005 | Far til fire - gi'r aldrig op               | Simone               |
| 2007 | Anja og Viktor - Brændende kærlighed        | Anja Poulsen         |
| 2008 | Remix                                       | Robinson Tanja       |
| 2008 | Anja og Viktor - I medgang og modgang       | Anja Poulsen Knudsen |
| 2012 | Kufferten                                   | Erna                 |
| 2013 | Sammen hver for sig                         | Majbrit              |
| 2014 | Familien Jul                                | Fru Knudsen          |
| 2016 | Familien Jul 2 - I nissernes land           | Fru Knudsen          |
| 2018 | Månebrand                                   | Monika               |

### Tv-serier
| År        | Titel                   | Rolle                     |
| --------- | ----------------------- | ------------------------- |
| 1996      | Krummernes jul          | Stella                    |
| 1998      | Brødrene Mortensens jul | Kaffe-Hanne               |
| 2006      | Klovn                   | Sig selv                  |
| 2006      | Da kommt Kalle          | Anne                      |
| 2007-2008 | 2900 Happiness          | Maibritt 'Majse' Von Bech |
| 2008      | Maj & Charlie           | Camille                   |
| 2015      | Backstage               | Anette Simonsen           |
| 2017      | Nord Nord Mord          | Astrid Mikaelson          |

### Tv-programmer
| År   | TItel                               | Rolle        |
| ---- | ----------------------------------- | ------------ |
| 2010 | Live fra Bremen                     | Flere roller |
| 2018 | Tæt på sandheden med Jonathan Spang | Nissemor     |

### Shows
- City Singler - Sko, håb & kærlighed (2010)
- City Singler - Frækkere i 2'eren (2012)
- City Singler - Trimmet i 3 kanten (2014)